# Austerlitz (Nova York)
|  | Per a altres significats, vegeu «Austerlitz (desambiguació)». |

Austerlitz és un població situada al comtat de Columbia a l'estat nord-americà de Nova York. L'any 2000 tenia 1453 habitants i una densitat poblacional de 11,5 persones per km².

## Geografia
Austerlitz està situada a les coordenades:42° 19′ 13″ N, 73° 31′ 16″ O / 42.32028°N,73.52111°O.

## Demografia
Segons l'Oficina del Cens en 2000 els ingressos mitjans per llar en la localitat eren de $51,369, i els ingressos mitjans per família eren $56,771. Els homes tenien uns ingressos mitjans de $44,531 enfront dels $37,188 per a les dones. La renda per capita per a la localitat era de $38,054. Al voltant del 5.6% de la població estaven per sota del llindar de pobresa.